# لويس فرانسوا جان شابوت
لويس فرانسوا جان شابوت (بالفرنسية: Louis François Jean Chabot)‏ هو عسكري فرنسي، ولد في 27 أبريل 1757 في نيور في فرنسا، وتوفي في 11 مارس 1837 في Sansais ‏ في فرنسا.